# Singeromyces
Singeromyces es un género de hongos en la familia Boletaceae. Es un género monotípico, cuya única especie es Singeromyces ferrugineus.